# Kannadafolket
Kannadafolket, eller kannadigas, är en etno-lingustisk folkgrupp som talar det dravidiska språket kannada. De lever främst i Karnataka i södra Indien, men även i de närliggande delstaterna Andhra Pradesh, Tamil Nadu, och Maharashtra.
Större emigrantgrupper finns även i USA, Storbritannien, Australien och Förenade arabemiraten. 
De uppgår till 44 miljoner.[källa behövs]